# Serie A 2013 (pallapugno)
La Serie A 2013 è stata la 92ª edizione del massimo campionato italiano di pallapugno maschile.

## Squadre partecipanti
| Club                                                         | Capitano          | Città                                      |
| ------------------------------------------------------------ | ----------------- | ------------------------------------------ |
| Surrauto Tipografia Commerciale Albese                       | Massimo Vacchetto | Alba (CN)                                  |
| Albagrafica Osson Alta Langa                                 | Oscar Giribaldi   | San Benedetto Belbo (CN)                   |
| Poggio Sciacquatrici Santero Vini Audi Zentrum Augusto Manzo | Roberto Corino    | Santo Stefano Belbo (CN)                   |
| Torronalba Canalese                                          | Bruno Campagno    | Canale (CN)                                |
| Imperiese                                                    | Ivan Orizio       | Dolcedo (IM)                               |
| Grappa di Rosignano Monferrina                               | Luca Galliano     | Vignale Monferrato (AL)                    |
| Bcc Pianfei Rocca de' Baldi Pro Paschese                     | Paolo Danna       | Madonna del Pasco (Villanova Mondovì) (CN) |
| Araldica Verallia Pro Spigno                                 | Matteo Levratto   | Spigno Monferrato (AL)                     |
| Banca d'Alba Olio Desiderio Abrigo Ricca                     | Massimo Marcarino | Ricca di Diano d'Alba (CN)                 |
| Terme di Vinadio Subalcuneo                                  | Federico Raviola  | Cuneo                                      |
| Porro Calcestruzzo Italiana Assicurazioni Virtus Langhe      | Daniel Giordano   | Dogliani (CN)                              |

## Prima Fase
|    | Club          | P  |
| -- | ------------- | -- |
| 1  | Canalese      | 19 |
| 2  | Albese        | 16 |
| 3  | Augusto Manzo | 16 |
| 4  | Monferrina    | 14 |
| 5  | Subalcuneo    | 12 |
| 6  | Pro Paschese  | 11 |
| 7  | Imperiese     | 7  |
| 8  | Virtus Langhe | 6  |
| 9  | Pro Spigno    | 4  |
| 10 | Ricca         | 3  |
| 11 | Alta Langa    | 2  |

## Seconda Fase
|   | Club          | P  |
| - | ------------- | -- |
| 1 | Canalese      | 33 |
| 2 | Albese        | 30 |
| 3 | Augusto Manzo | 26 |
| 4 | Subalcuneo    | 24 |
| 5 | Monferrina    | 18 |
| 6 | Pro Paschese  | 17 |

|    | Club          | P  |
| -- | ------------- | -- |
| 7  | Virtus Langhe | 20 |
| 8  | Pro Spigno    | 16 |
| 9  | Imperiese     | 11 |
| 10 | Alta Langa    | 10 |
| 11 | Ricca         | 4  |

Ricca retrocesso in Serie B.

## Fase Finale

### Spareggi Play-off
| Subalcuneo | Virtus Langhe | 11-10 |
| Monferrina | Pro Paschese  | 5-11  |

| Subalcuneo | Pro Paschese | 11-6 |

### Finali Scudetto
| Squadra 1 | Squadra 2     | Andata | Ritorno |
| --------- | ------------- | ------ | ------- |
| Albese    | Augusto Manzo | 6-11   | 7-11    |
| Canalese  | Subalcuneo    | 11-2   | 11-8    |

| Squadra 1 | Squadra 2     | Andata | Ritorno |
| --------- | ------------- | ------ | ------- |
| Canalese  | Augusto Manzo | 11-9   | 11-4    |

## Squadra Campione d'Italia
Torronalba Canalese
- Battitore: Bruno Campagno
- Spalla: Davide Arnaudo
- Terzini: Lorenzo Bolla, Stefano Nimot